# الکساندر ویالات
الکساندر ویالات (به فرانسوی: Alexandre Vialatte) نویسنده قرن بیستم میلادی اهل فرانسه بود.